# 日本橋蠣殼町
日本橋蠣殼町（日语：／ Nihombashi-kakigarachō */?）是東京都中央區的町名。郵遞區號103-0014。

## 地理
屬舊日本橋區日本橋地域。北為日本橋人形町，東臨日本橋濱町，南接日本橋箱崎町，西鄰日本橋小網町。江戶時代為商業區，町內多醬油、陶瓷器批發商與相關企業本社與會館。本地屬日本橋久松町久松警察署與日本橋兜町日本橋消防署管轄。

## 歷史
日本橋蠣殻町是舊日本橋區區役所所在地。舊日本橋蠣殻町在1876年（明治8年）設立米穀交易所，與大阪的堂島為米市場的中心。交易所在1939年（昭和14年）廢止。之後，舊日本橋蠣殻町部分地區併入現日本橋人形町，形成現在的日本橋蠣殻町。

### 地名由來
古時是牡蠣殻堆積的海岸，為漁夫的曬網場，但町名由來仍不清楚。

## 設施

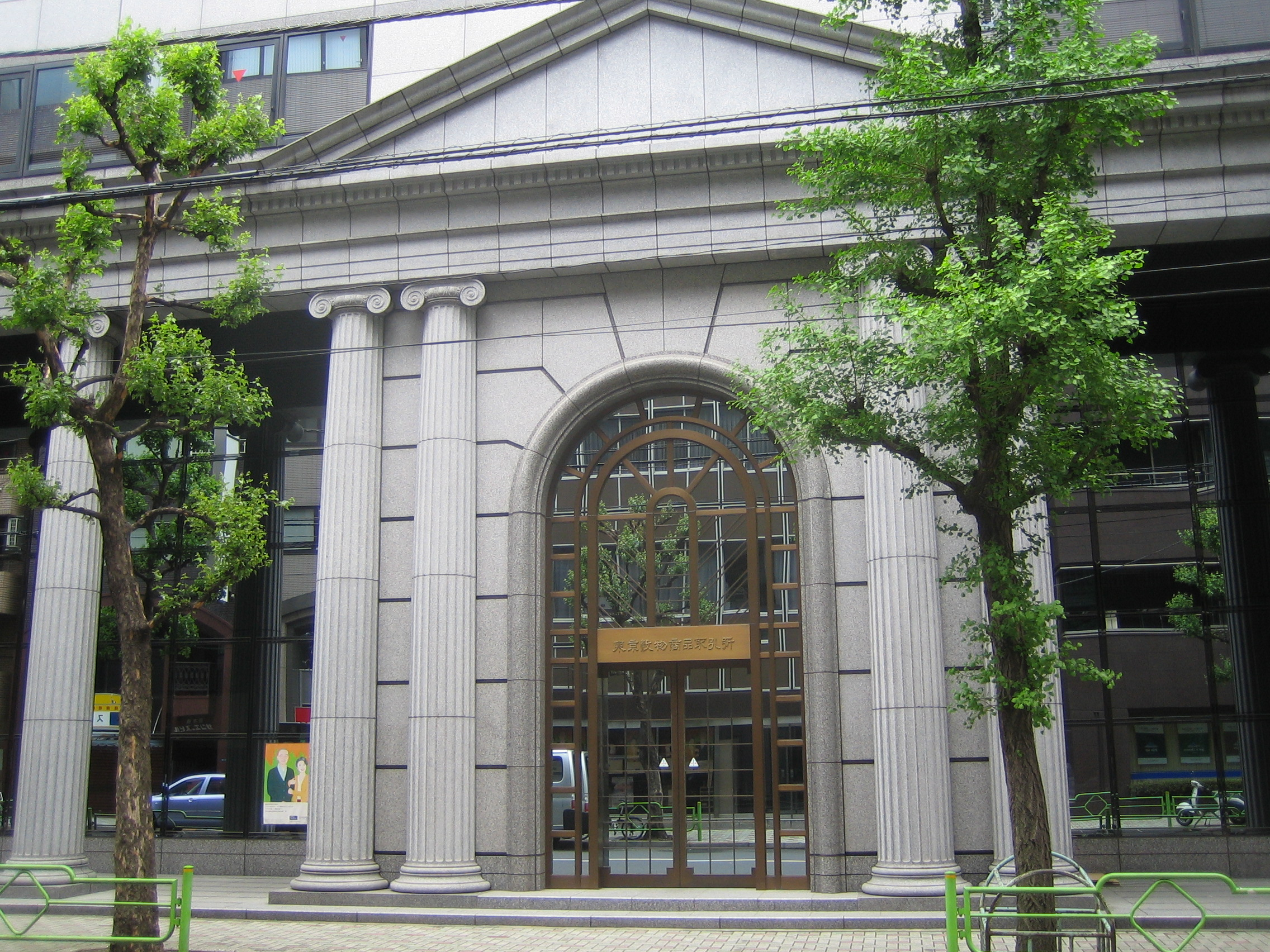
東京穀物商品交易所

- 日本橋區民中心，複合公共設施。舊日本橋區役所。
  - 中央區役所日本橋特別出張所
  - 中央區立日本橋公會堂（日本橋劇場）
- 中央區立蠣殻小學校
- 蠣殻町公園
- 東京穀物商品交易所（日语：東京穀物商品取引所）
- 陸奧銀行東京支店
- 桃屋（日语：桃屋）本社
- 皇家花園酒店（日语：ロイヤルパークホテル）－水天宮前站直接連接
- 水天宮
- 銀杏八幡宮

## 交通

### 鐵道
- 東京地下鐵半藏門線 ○水天宮前站－副站名「箱崎城市航空總站前」 。

### 巴士
- 東京城市航空總站（日语：東京シティエアターミナル）（T-CAT）－水天宮前站直接連接（所在地：日本橋箱崎町）
- 都營巴士錦11 水天宮前
- 都營巴士東22乙 皇家花園前－僅平日運行
- 都營巴士秋26 水天宮前（秋葉原站前方向）

### 道路
- 東京都道50號東京市川線（日语：東京都道・千葉県道50号東京市川線）（新大橋通）
- 首都高速6號向島線

## 備註
1. ↑  町丁目別世帯数男女別人口　中央区ホームページ  平成25年8月1日現在 的存檔，存档日期2013-03-12.
2. ↑  .   [2013-08-17]. （原始内容存档于2013-03-12）.

## 相關項目
- 酒井抱一 - 江戶時代後期的繪師，住在蠣殼町姬路藩中屋敷，後築地本願寺出家。